# Irma, Lombardiet
Irma är en ort och kommun i provinsen Brescia i regionen Lombardiet i Italien. Kommunen hade 128 invånare (2018).